# Csillag József (építészmérnök)
 Csillag József (Kismarton, 1923. szeptember 25. – ?, 1986) Ybl-díjas építészmérnök, a VÁTI városépítész-tervezőjeként megyeszékhely méretű települések fejlesztési és rendezési terveinek, regionális tervezési feladatok elismert szakembere.

## Jelentősebb alkotásai
- Tanyaközpontok és új községek tervei (1950-54)
- Mohács-sziget regionális rendezési terve (1956-60, Farkas Tibor, Polónyi Károly munkatársaként)
- Balaton Regionális Terve (1957, Farkas Tibor munkatársaként, mely terv 1965-ben Abercrombie-díjas lett)
- Keszthely ÁRT, vásártér, déli üdülőkerület RRT
- Balatonfüred, Balatongyörök és Csopak településrendezési tervei (1954-től)
- Miskolc-Belváros rekonstrukciós terve (1960)
- Zalaegerszeg városközpont RRT (1978)
- Zalaegerszeg város általános rendezési terve (1968-71)
- A Balaton regionális terve (1957)
- Balatonfüred és Csopak településterve (1954-1977)